# Grand Prix Formule 1 van de Verenigde Staten Oost 1984
De Grand Prix van de Verenigde Staten Oost 1984 werd verreden op 24 juni in Detroit. Het was de achtste race van het seizoen.

## Uitslag
| Positie | Nr | Rijder             | Team              | Ronden | Tijd/Opgave         | Startplaats | Punten |
| ------- | -- | ------------------ | ----------------- | ------ | ------------------- | ----------- | ------ |
| 1       | 1  | Nelson Piquet      | Brabham-BMW       | 63     | 1:55:41.842         | 1           | 9      |
| 2       | 11 | Elio de Angelis    | Lotus-Renault     | 63     | + 32.638            | 5           | 6      |
| 3       | 2  | Teo Fabi           | Brabham-BMW       | 63     | + 1:26.528          | 23          | 4      |
| 4       | 7  | Alain Prost        | McLaren-TAG       | 63     | + 1:55.258          | 2           | 3      |
| 5       | 5  | Jacques Laffite    | Williams-Honda    | 62     | + 1 Ronde           | 19          | 2      |
| DQ      | 3  | Martin Brundle     | Tyrrell-Ford      | 63     | Gediskwalificeerd   | 11          |        |
| NF      | 27 | Michele Alboreto   | Ferrari           | 49     | Motor               | 4           |        |
| NF      | 6  | Keke Rosberg       | Williams-Honda    | 47     | Turbo               | 21          |        |
| NF      | 16 | Derek Warwick      | Renault           | 40     | Versnellingsbak     | 6           |        |
| DQ      | 4  | Stefan Bellof      | Tyrrell-Ford      | 33     | Ongeluk             | 16          |        |
| NF      | 15 | Patrick Tambay     | Renault           | 33     | Transmissie         | 9           |        |
| NF      | 9  | Philippe Alliot    | RAM-Hart          | 33     | Remmen              | 20          |        |
| NF      | 8  | Niki Lauda         | McLaren-TAG       | 33     | Elektrisch probleem | 10          |        |
| NF      | 12 | Nigel Mansell      | Lotus-Renault     | 27     | Versnellingsbak     | 3           |        |
| NF      | 18 | Thierry Boutsen    | Arrows-BMW        | 27     | Motor               | 13          |        |
| NF      | 26 | Andrea de Cesaris  | Ligier-Renault    | 24     | Oververhitting      | 12          |        |
| NF      | 20 | Johnny Cecotto     | Toleman-Hart      | 23     | Koppeling           | 17          |        |
| NF      | 23 | Eddie Cheever      | Alfa Romeo        | 21     | Motor               | 8           |        |
| NF      | 19 | Ayrton Senna       | Toleman-Hart      | 21     | Ongeluk             | 7           |        |
| NF      | 22 | Riccardo Patrese   | Alfa Romeo        | 20     | Spin                | 25          |        |
| NF      | 25 | François Hesnault  | Ligier-Renault    | 3      | Ongeluk             | 18          |        |
| NF      | 24 | Piercarlo Ghinzani | Osella-Alfa Romeo | 3      | Ongeluk             | 26          |        |
| NF      | 28 | René Arnoux        | Ferrari           | 2      | Ongeluk             | 15          |        |
| NF      | 10 | Jonathan Palmer    | RAM-Hart          | 2      | Banden              | 24          |        |
| NF      | 14 | Manfred Winkelhock | ATS-BMW           | 0      | Motor               | 14          |        |
| NF      | 17 | Marc Surer         | Arrows-BMW        | 0      | Ongeluk             | 22          |        |
| NQ      | 21 | Huub Rothengatter  | Spirit-Ford       |        |                     |             |        |

## Wetenswaardigheden
- Na de race werd ontdekt dat Tyrrell loodbolletjes in de benzinetank pompte na de race, omdat ze lichter waren dan reglementair toegestaan. Daarom werden ze gediskwalificeerd in alle Grands Prix en uitgesloten voor de resterende races.

## Statistieken
| Pole-position | Nelson Piquet | Brabham-BMW | 1:40.980 |
| Snelste ronde | Derek Warwick | Renault     | 1:46.221 |

## Noot
- Dit was de vijfentwintigste podiumplaats voor Nelson Piquet, de vijfde podiumplaats voor Elio de Angelis en de eerste podiumplaats voor Teo Fabi.

Grand Prix Formule 1 van de Verenigde Staten: 1908 · 1910 · 1911 · 1912 · 1914 · 1915 · 1916 · 1959 · 1960 · 1961 · 1962 · 1963 · 1964 · 1965 · 1966 · 1967 · 1968 · 1969 · 1970 · 1971 · 1972 · 1973 · 1974 · 1975 · 1976 · 1977 · 1978 · 1979 · 1980 · 1989 · 1990 · 1991 · 2000 · 2001 · 2002 · 2003 · 2004 · 2005 · 2006 · 2007 · 2012 · 2013 · 2014 · 2015 · 2016 · 2017 · 2018 · 2019 · 2021 · 2022 · 2023 · 2024 · 2025 · 2026

Indianapolis 500: 1950 · 1951 · 1952 · 1953 · 1954 · 1955 · 1956 · 1957 · 1958 · 1959 · 1960

Grand Prix Formule 1 van de Verenigde Staten West: 1976 · 1977 · 1978 · 1979 · 1980 · 1981 · 1982 · 1983

Grand Prix Formule 1 van Las Vegas: 1981 · 1982 · 2023 · 2024 · 2025

Grand Prix Formule 1 van de Verenigde Staten Oost: 1982 · 1983 · 1984 · 1985 · 1986 · 1987 · 1988

Grand Prix Formule 1 van Dallas: 1984

Grand Prix Formule 1 van Miami: 2022 · 2023 · 2024 · 2025 · 2026 · 2027 · 2028 · 2029 · 2030 · 2031 · 2032 · 2033 · 2034 · 2035 · 2036 · 2037 · 2038 · 2039 · 2040 · 2041